# Заха Хадид
Заха Мохамад Хадид (на арабски: زها حديد; на английски: Zahā Ḥadīd) е иракско-британска архитектка.
Тя е първата жена, получила наградата „Прицкер за архитектура“, през 2004 година. Удостоявана е с най-престижната награда за архитектура в Обединеното кралство – наградата „Стърлинг“, през 2010 и 2011 година. Кралица Елизабет II ѝ присъжда титлата дама командор за приноса ѝ в областта на архитектурата през 2012 г. Хадид става първата и единствена жена, наградена с кралския златен медал от Кралския институт на британските архитекти през 2015 г.
Описвана е от английския всекидневник Guardian като „кралица на кривата (извивката)“, чиято „свободна архитектурната геометрия придава изцяло нов архитектурен стил“. Няколко от нейните основни проекти включват: Центъра за водни спортове, построен за Олимпийските игри в Лондон през 2012 г., музея за изкуство (Broad Art Museum) към Мичиганския университет в САЩ, операта в Гуанджоу и Пекинското международното летище в Китай. Някои от нейните награди ѝ биват връчени посмъртно, включително и статуетката от наградите „Брит“ за 2017 г.. Част от проектираните от нея сгради все още са в процес на изграждане към момента на смъртта ѝ, сред тях летището в Пекин и стадиона Ал-Уакра в Катар, където се провежда Световното първенство по футбол през 2022.

## Произход и образование
Заха Хадид е родена на 31 октомври 1950 г. в Багдад, Ирак, в семейство от иракската висша класа. Баща ѝ Мохамед ал-Хадж Хюсейн Хадид e заможен и влиятелен индустриалец от Мосул. Майка ѝ Уалиха ал-Сабонджи е артистка от Мосул. Брат ѝ Фулат Хадид е писател и счетоводител. През 1960-те години Хадид учи в пансиони в Англия и Швейцария.
Хадид учи математика в Американския университет в Бейрут, после се мести в Лондон през 1972 година, за да следва в училището по архитектура на Архитектурната асоциация. Там учи заедно с Рем Колхас, Елия Зенгелис и Бернар Чуми. Нейният бивш професор Колхас я описва при завършването ѝ като „планета в своя собствена орбита“. Зенгелис я описва като най-способния студент, на когото някога е преподавал. „Нарекохме я „изобретателят на 89-те градуса“. Нищо не беше на 90°. Тя имаше невероятен поглед над нещата. Всички сгради експлодираха на малки парченца“. Той отбелязва, че тя слабо се интересува от подробности, като напр. стълбищата. „По начина, по който тя рисуваше стълбище, ще смачкаш главата си в тавана, пространство ще намалява и намалява и ще се окажеш в горния ъгъл на тавана. Тя не се интересуваше от малките детайли. Нейният ум обхващаше по-голямата картина – когато ставаше дума за дограма, тя знаеше, че можем да оправим това по-късно. Беше права.“ Проектът ѝ като студентка в IV курс е живопис на хотел във формата на мост, чието вдъхновение идва от произведенията на руския художник Казимир Малевич.
След дипломирането си през 1977 г. тя започва работа за бившите си професори Колхас и Зенгелис в офиса за градска архитектура в Ротердам, Нидерландия. Чрез Колхас се запознава с инженер Питър Райс, който я подкрепя и насърчава. Хадид става натурализиран гражданин на Обединеното кралство. Тя отворя своя собствена архитектурна фирма, Zaha Hadid Architects, в Лондон през 1980 г.

## Кариера

### Ранни проекти (1991 – 2005)
- Проекти на Заха Хадид от 1991 до 2005 г.
- Пожарна станция Витра във Вайл на Рейн, Германия (1991 – 93)
- Ски шанца, Инсбрук, Австрия (1999 – 2002)
- Център за съвременно изкуство, Синсинати, Охайо (1997 – 2003)
- Научен център „Фаено“, Волфсбург, Германия (2000 – 2005)
- Научен център „Фаено“, интериор
- Административна сграда към завода на BMW в Лайпциг, Германия (2001 – 2005)
- Разширение на музея Ordrupgaard, Копенхаген, Дания (2001 – 2005)

### Големи проекти (2006 – 2010)
- Проекти на Заха Хадид (2006 – 2010)
- Мост павилион в Сарагоса, Испания (2005 – 2008)
- Музей за съвременно изкуство MAXXI, Рим, интериор
- Опера в Гуанджоу, Китай (2003 – 2010)

### Големи проекти (2011 – 2012)
- Проекти на Заха Хадид (2011 – 2012)
- Музей Ривърсайд, Глазгоу, Шотландия (2004 – 2011)
- Център за водни спортове, построен за летните Олимпийски игри 2012, Лондон (2005 – 2012)
- Художествен музей в Ийст Лансинг, Мичиган (въз основа на 2007 – 2012)
- Galaxy Soho в Пекин, Китай (2008 – 2012)

### Последни завършени големи проекти (2013 – 2016)
- Проекти на Заха Хадид (2013 – 2016)
- Зала в Центъра „Гейдар Алиев“
- Библиотека и учебен център на Виенския университет по икономика и бизнес, Виена, Австрия (2013)
- Интериор на Виенския университет по икономика и бизнес, библиотека и учебен център (2013)
- Dongdaemun Design Plaza, Сеул, Корея (2007 – 2013)
- Офис комплекс Wangjing Soho в Пекин, Китай (2009 – 2014)
- Жокей-клуб на иновациите към Политехническия университет на Хонг Конг (2007 – 2014)
- Сграда на пристанищните власти в Антверпен, Белгия (2016)

### Големи проекти, осъществявани посмъртно (от 2016 г.)

#### Морски терминал в Салерно, Италия (2000 – 2016)
Първият голям проект, завършен малко след смъртта ѝ, е морският терминал в Салерно, Италия, първата ѝ голяма транспортна сграда. Тя печели конкурса за сградата през 2000 г., но реализацията на проекта се забавя поради финансиране и технически проблеми. Хадид оглежда мястото от полицейски патрулен катер в пристанището, за да си представи как ще изглежда от водата. Завършената сграда покрива 50 000 квадратни метра и струва 15 милиона евро. Паола Катарин, архитектката, довършила строежа на сградата след смъртта на Хадид, казва: „Мислехме за сградата като стрида, с твърда черупка отгоре и отдолу и с по-мек, течен, по-органичен интериор“. За откриването на новата сграда из града са разлепени постери с надписа: „Сбогом Заха Хадид: гений и модерност, вдъхновение и трансформация, светлина, която придобива форма“.

#### Кула на Скорпиона в Маями
Кулата на Скорпиона в Маями, сега известна като Музей на хилядата, е започната, докато Хадид все още е жива, но в момента се завършва посмъртно. Забележителна е с извитите си външни колони, поставени по цялата дължина на сградата. В Дубай се предвижда строежът на кула близнак.

#### Небостъргач на Пето авеню 666, Ню Йорк (2015–незавършен)
На 25 март 2017 г. в статия, озаглавена „Zaha Hadid Architects разкрива монументален проект за небостъргач в Ню Йорк“, Кам Дилън съобщава за току-що завършен дизайн на небостъргач, проектиран от Хадид преди смъртта ѝ през 2016 г.

#### Grand Théatre de Rabat (2014 – незавършен)
Футуристична сграда, вярна на почерка на Хадид, която трябва да стане домакин на най-големите културни събития на мароканската столица. Строителството започва през октомври 2014 г. и все още продължава. Този проект се състои от голяма многофункционална зала с 1822 места, подходяща за различни видове представления. За всяка художествена презентация със специфични акустични нужди театърът ще бъде оборудван с регулируеми системи. Театърът разполага и с малка модулна зала със 127 места, ресторант с панорамна гледка, магазини, кафенета и книжарница.

#### Международно летище Пекин Дакин, Китай
Международното летище Пекин Дакин отваря врати през септември 2019 г.

#### Sky Park Residence, Братислава, Словакия
Комплексът от три 31-етажни жилищни кули в съседство с центъра на Братислава все още се строи. Част от строителната площ включва защитена историческа водна кула, проектирана от Душан Юркович, който е сред най-влиятелните словашки архитекти от началото на XX век.

## Смърт
На 31 март 2016 г. Хадид умира от сърдечен удар в болница в Маями, където е лекувана от бронхит.
Изявление, публикувано от нейното лондонско дизайнерско студио, в което се обявява смъртта ѝ, гласи следното: „Заха Хадид е смятана от мнозина за най-великата архитектка в света днес.“ Погребана е между баща си Мохамед Хадид и брат си Фулат Хадид на гробището в Брукуд, графство Съри, Англия. В своето завещание тя оставя £67 милиона и завещава различни суми на своите бизнес партньори и членове на семейството. Нейните международни дизайнерски компании, които съставят основната част от нейното богатство, не са завещани. Тя няма брак и деца.